# Carley Fortune
Carley Fortune (* 20. Jahrhundert in Toronto) ist eine kanadische Schriftstellerin. Bekannt wurde sie durch ihren romantischen Debütroman Fünf Sommer mit dir.

## Leben
Carley Fortune wurde im kanadischen Toronto geboren und verbrachte ihre ersten Jahren in den Vororten von Sydney in Australien. Als sie acht Jahre war, zog ihre Familie zurück nach Kanada, in die Kleinstadt Barry’s Bay in der Provinz Ontario. Im Jahr 2006 erwarb sie einen Bachelor in Journalismus an der Ryerson University in Toronto. Sie arbeitete als Redakteurin bei verschiedenen kanadischen Publikationen, darunter The Globe and Mail, Chatelaine, Toronto Life und The Grid. Außerdem war sie Chefredakteurin bei der kanadischen Version von Refinery29, einer Medienplattform für junge Frauen.
Ihr Debütroman Every Summer After wurde im Mai 2022 veröffentlicht und erreichte unter anderem Platz 1 der New-York-Times-Bestsellerliste. Im April 2023 erschien die deutsche Ausgabe beim Penguin Verlag unter dem Titel Fünf Sommer mit dir. Ihr zweiter Roman mit dem Titel Meet Me at the Lake erschien im Mai 2023 und erreichte ebenfalls den ersten Platz in der New-York-Times-Bestsellerliste.
Sie lebt mit ihrem Mann und zwei Söhnen in Toronto.

## Werke
- Every Summer After. Berkley Books, New York 2022. ISBN 9780593438534
  - deutsch: Fünf Sommer mit dir. Übersetzt von Carolin Müller. Penguin Verlag, München 2023. ISBN 978-3-328-10900-6
- Meet Me at the Lake. Berkley Books, New York 2023. ISBN 9780593438558
  - deutsch: Nächsten Sommer am See. Übersetzt von Carolin Müller. Penguin Verlag, München 2024. ISBN 978-3328110941
- This Summer will be Different. Berkley Books, New York 2024. ISBN 9780593638880
  - deutsch: Dieser Sommer wird anders. Übersetzt von Carolin Müller. Penguin Verlag, München 2025. ISBN 978-3328112570